# Кладбище «Пост Куинна»
Кладбище «Пост Куинна» (англ. Quinn's Post Cemetery) — воинское кладбище комиссии Содружества наций по уходу за военными захоронениями расположенное в районе бухты Анзак, на Галлипольском полуострове. На нём покоятся останки солдат Антанты погибших в Дарданелльской операции.

## Исторический фон
25 апреля 1915 года австралийские и новозеландские части десантировались в секторе бухты Анзак. Позиция Пост Куинна была захвачена в день высадки, новозеландцы организовали на тут пулемётную точку, а на следующий день это место было занято австралийскими войсками. Рубеж удерживался различными подразделениями вплоть до эвакуации сектора АНЗАК и был ареной регулярных боёв, переходящих в рукопашные схватки, поскольку турецкие войска, защищавшие полуостров, постоянно старались захватить эту позицию. Сражения носили интенсивный характер, с большими потерями для обеих сторон, поскольку пост Куинна считался стратегическим пунктом в линии обороны АНЗАК. Это место просматривалось турками с трёх сторон и было объектом постоянной снайперской активности и мишенью гранатного бомбометания, поскольку турецкие окопы были расположены на расстоянии всего 15 метров. В этой связи в турецкой среде за местом закрепилось название Бомба-Сирт (Бомбовый хребет).

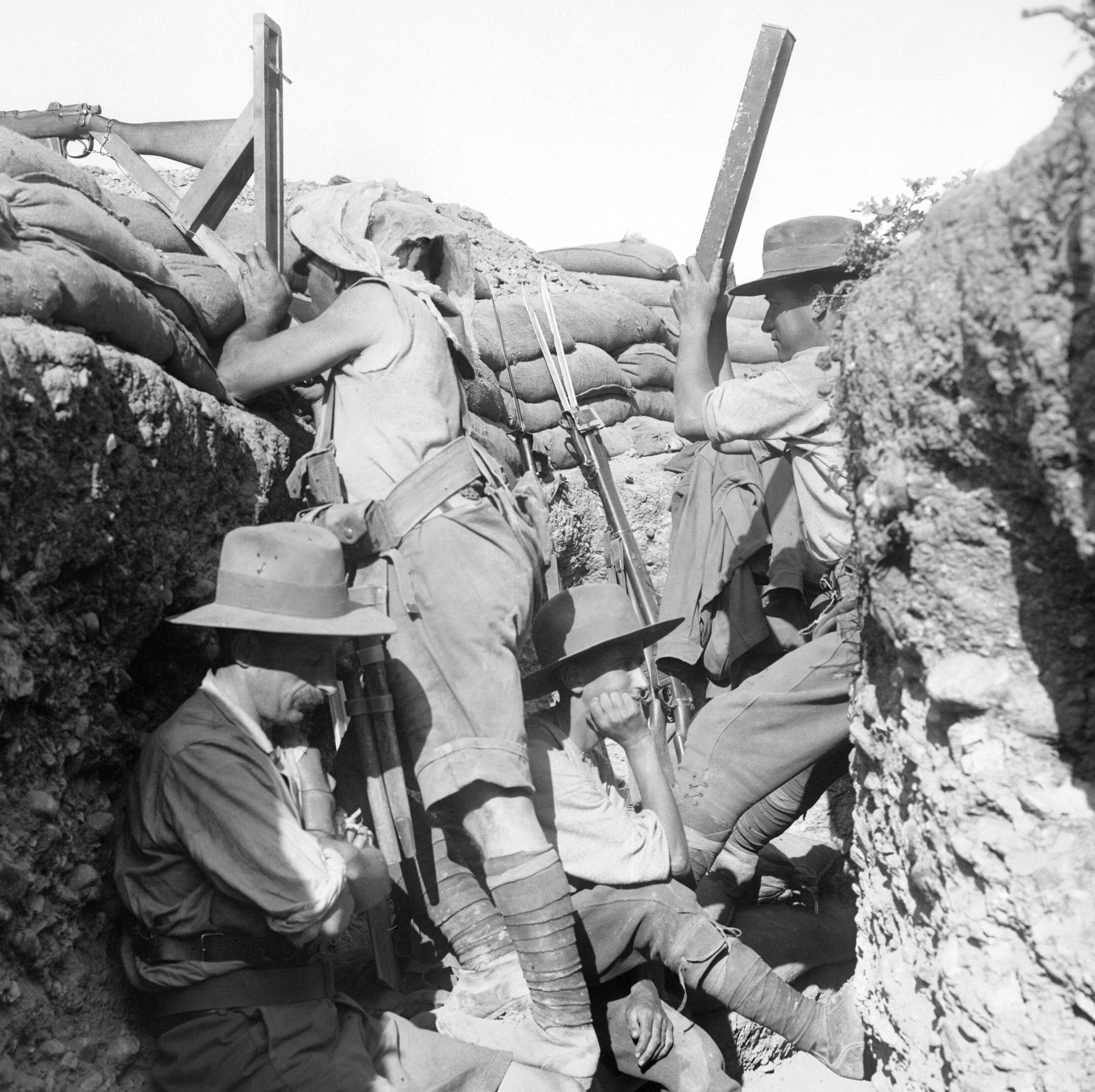
Применение перископов и перископных винтовок на посту Куинна

В сложившихся условиях для обзора окружающей территории использовались перископы, хотя и были подвержены частому ружейному огню. Перископные винтовки позволяли вести точный огонь по турецким окопам. Для защиты от ручных гранат применялись сетевые проволочные заграждения, возвышавшиеся над окопами. В своей серии книг, посвящённых истории Австралии в Первой мировой войне, австралийский историк Чарльз Бин отзывался об организации обороны на посту Куинна, как об одном из лучших проявлений австралийской военной мощи.
Своё название позиция получила в честь 27-летнего майора Хью Куинна, командира роты «C» 15-го батальона Австралийских имперских сил. Его подразделение из 226 человек заняло этот район 29 апреля 1915 года. 29 мая, во время рекогносцировки для подготовки контратаки на траншеи отбитые турками днём ранее, Куинн был убит. Похоронен на кладбище «Шрапнельная долина».

## Описание
Кладбище было организовано только после наступления перемирия путём перенесения останков 225 индивидуальных захоронений разбросанных на склонах холма и прилегающих территорий, а также перемещения целого кладбища «Холм Поупа» из 73 могил и останков ещё шести человек найденных в общей могиле невдалеке от холма Поупа. Сегодня некрополь занимает территорию трапециевидной формы общей площадью 1173 м². По бокам он обрамлён зарослями кустарниковых насаждений, заднюю границу составляет гряда деревьев. Из 473 погребённых здесь военнослужащих 294 опознано не было. Имеется 105 индивидуальных могил австралийских солдат, 10 новозеландцев и 64 надгробных камня с именами 60 австралийцев, 3 новозеландцев и одного британского морского пехотинца, чьи останки, как считается, погребены в братской могиле.